# 聖フランチェスコのいるエジプトへの逃避途上の休息

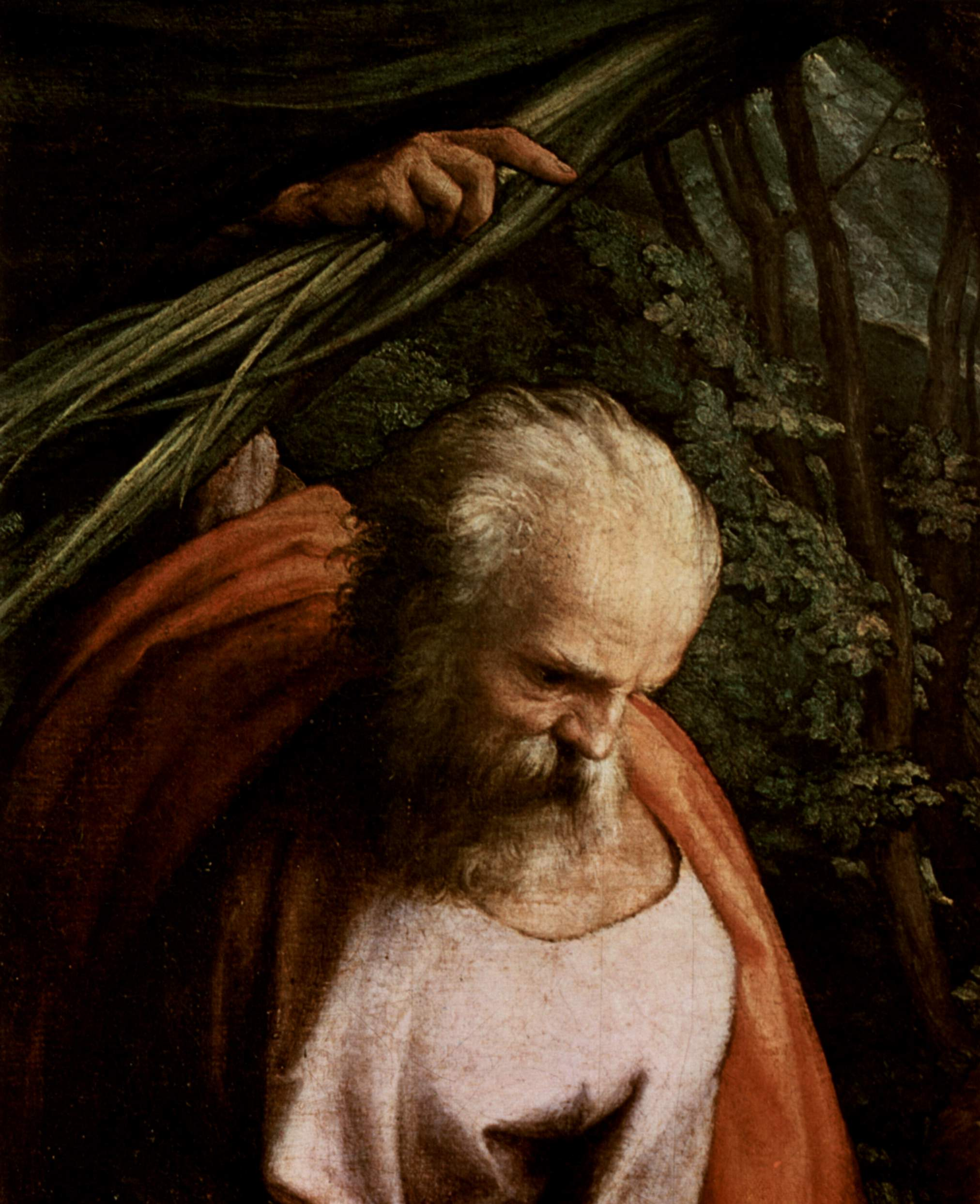
木の枝をつかんでいるナザレのヨセフ。

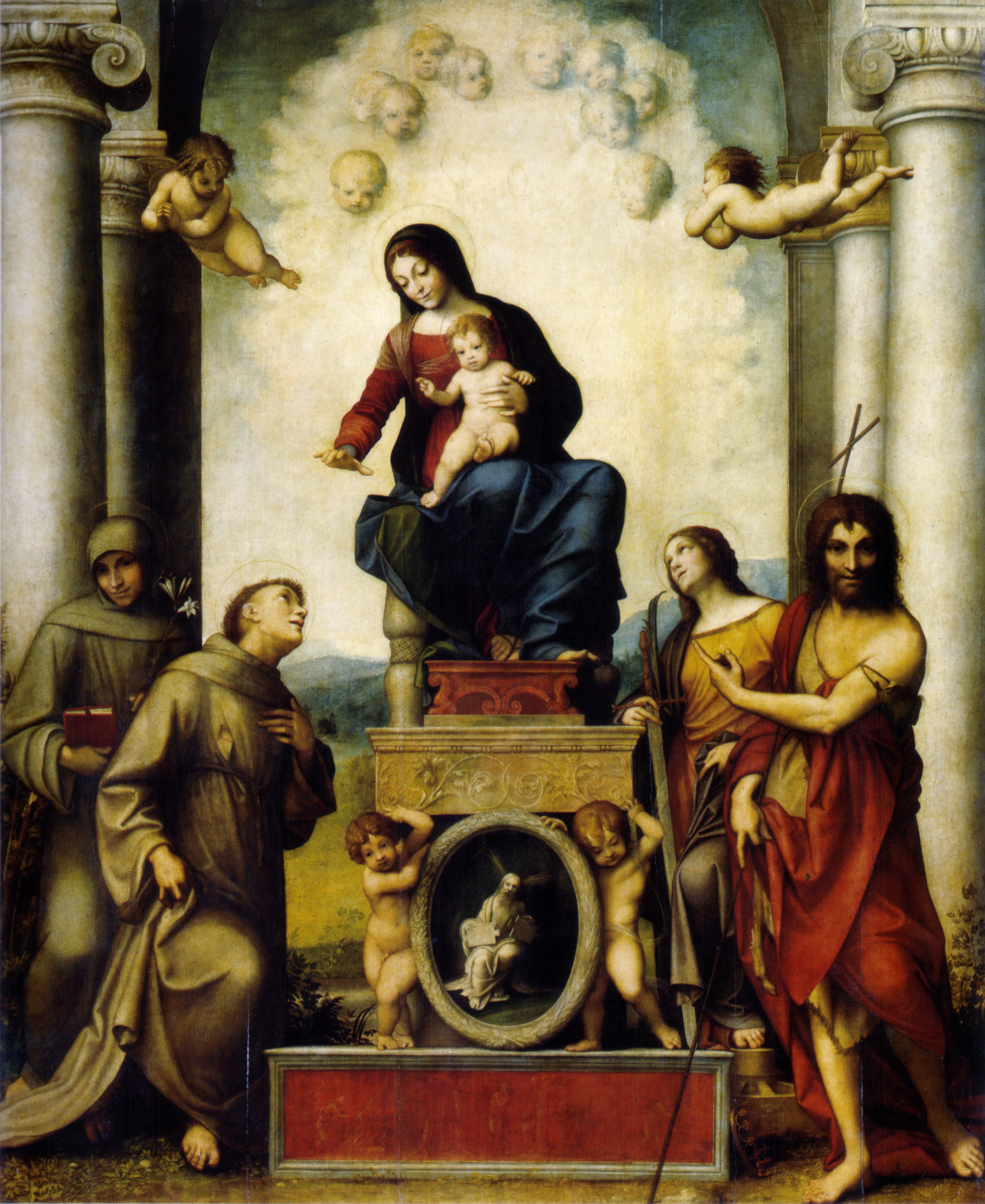
コレッジョが1514年に同じくサン・フランチェスコ教会のために描いた『聖フランチェスコの聖母』。アルテ・マイスター絵画館所蔵。

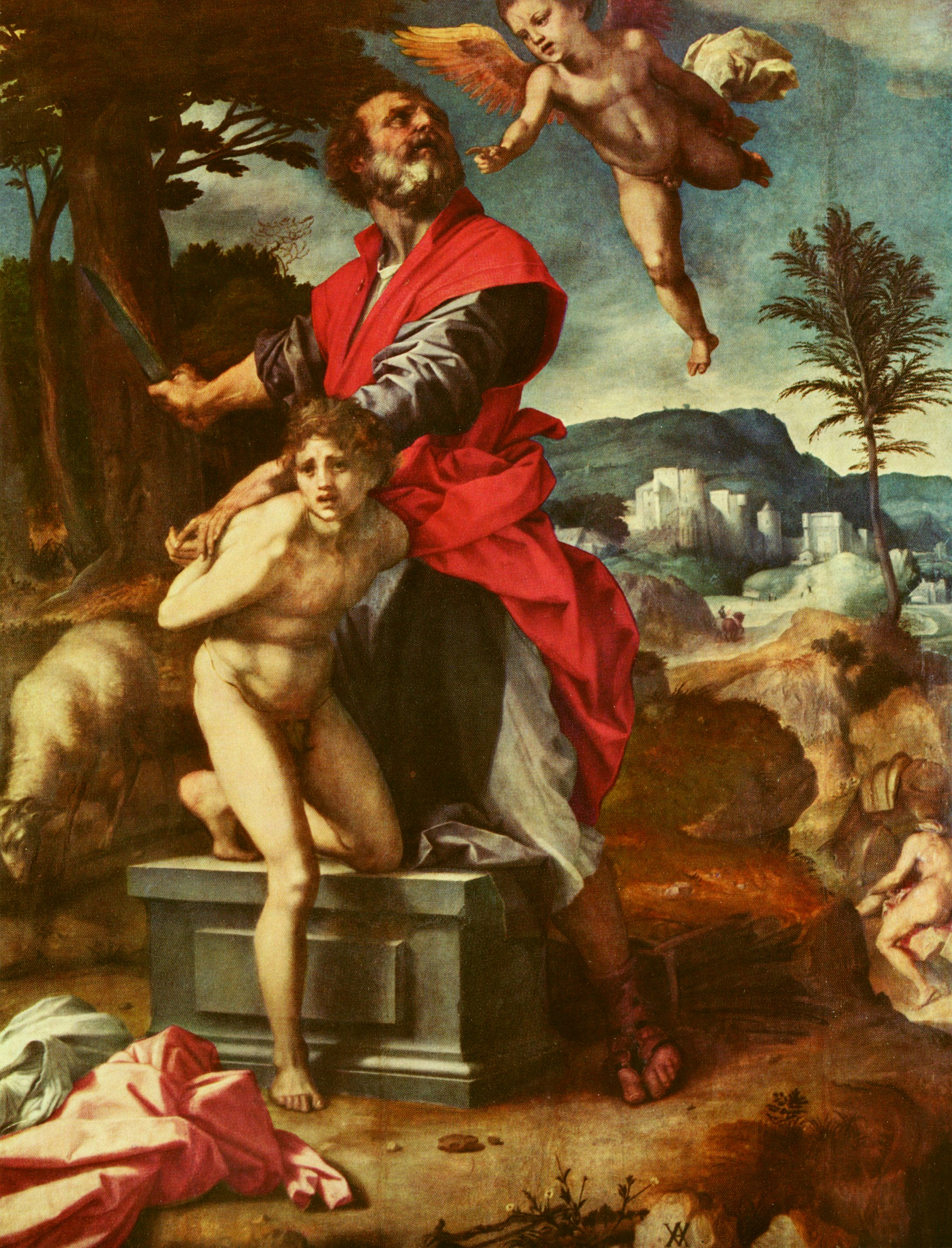
アンドレア・デル・サルトの『イサクの犠牲』。アルテ・マイスター絵画館所蔵。

『聖フランチェスコのいるエジプトへの逃避途上の休息』（せいフランチェスコのいるエジプトへのとうひとじょうのきゅうそく、伊: Riposo durante la fuga in Egitto con San Francesco, 英: Rest on the Flight into Egypt with St. Francis）は、ルネサンス期のイタリアの画家コレッジョが1520年ごろに制作した絵画である。油彩。主題は『新約聖書』外典の「偽マタイの福音書」で語られている聖家族のエジプトへの逃避で起きた奇跡のエピソードを扱っている。画家の故郷であるコッレッジョのサン・フランチェスコ教会の無原罪の御魂宿りの家族礼拝堂（Family chapel of the Immaculate Conception）のために、裕福な法律家であり文化人であるフランチェスコ・ムナーリ（Francesco Munari）の委託によって制作された。後にメディチ家のコレクションに加わり、重要な作品のみ飾られたトリブーナで展示された。現在はフィレンツェのウフィツィ美術館に所蔵されている。

## 主題
『新約聖書』「マタイによる福音書」の記述によると、ベツレヘムに生まれた「ユダヤ人の王となる子供」を恐れるヘロデ大王の幼児虐殺から逃れるため、聖家族は幼いイエス・キリストを連れてエジプトに赴き、難を逃れようとした。この物語は外典福音書ではより詳しく語られている。「偽マタイの福音書」によると聖家族はエジプトへの旅の途上で休息した。そのときナツメヤシの木の下で休んだ聖母マリアは木の枝に果実がたくさんなっているのを見つけた。そこで夫ヨセフにいくつか取ってくれるよう頼んだが、木の枝は高くて手が届きそうになかったため、ヨセフは水を探すべきだと答えた。しかし幼児イキリストの奇跡によって枝が地面に向かって曲がったので、彼らは果実を取って元気を取り戻した。また木の根元には澄んだ泉が湧き出た。

## 作品
コレッジョはエジプトへの逃避の途上で休憩する聖家族を描いている。ヨセフは画面左側に立ち、木の枝をつかんで果実をもぎとり、家族に手渡そうとしている。聖母マリアはナツメヤシの木の下に座って休んでおり、キリストはマリアの膝の上に立って、ヨセフから果実を受け取るために手を伸ばしている。しかしヨセフの方は見ずに、強い視線を鑑賞者の方に向けている。ヨセフの動きは力強く、木の幹に寄り掛かったマリアのポーズは優雅に傾いている。彼らの足元には旅の途上であることを示す杖や、ワインの瓶と盃といった静物が描かれている。画面右側では逃避の物語とは無関係のアッシジの聖フランチェスコが描かれており、聖家族の前にひざまずいて自分自身を紹介している。彼の右手の動きは明らかにヨセフが手にしている果実を求めているように見える。そしてマリアは話しかける聖フランチェスコの方を見ている。12世紀から13世紀の聖人である聖フランチェスコはフランチェスコ会の創設者である。この場面にまったく時代の異なる聖人が描かれている理由は、絵画の発注主であるフランチェスコ・ムナーリが聖人と同じ名前を持ち、また絵画がフランチェスコ会に属する教会の祭壇画として発注されたためである。
コレッジョは外典福音書の奇跡のエピソードからインスピレーションを得て、豊かな緑に囲まれた場所で、ヨセフがイエスに果物を与える瞬間を、聖家族の愛情ある日常生活の中に表現している。コレッジョの様式はレオナルド・ダ・ヴィンチのさまざまな愛情の表現とラファエロ・サンツィオの古典的な調和を融合させている。さらにアンドレア・デル・サルトやドメニコ・ベッカフーミといったトスカーナの初期マニエリスムの影響もうかがえる。
祭壇画の主題にこのエピソードが選択されることはまれであり、無原罪の御宿りに捧げられた礼拝堂とは一見無関係であるように見える。しかし実際にはエジプトへの逃避はナツメヤシのシンボリズムを通して無原罪の御宿りと密接に関連している。本作品において中心を占めるナツメヤシは古来よりメソポタミアとイスラエルの聖なる植物であり、預言者エゼキエルは「義人はナツメヤシの花のように開花する」と回想した。ヨセフは義人であり、外典福音書の物語はナツメヤシを通してヨセフとマリアを結びつけている。また『旧約聖書』「雅歌」7章8節の詩「あなたの身の丈はナツメヤシの木のようであり、あなたの乳房はその果実の房のようである」によって聖母マリアのシンボルと見なされた。さらに殉教と栄光の象徴であり、キリストに帰することができる。干上がることがない純粋な水が根元を覆い、聖家族に避難所を提供するナツメヤシの木は、永遠の生命、処女、母性を表し、そしてそれゆえに聖母マリアの無原罪の御宿りを表している。
フランチェスコ会にとって無原罪の御宿りは極めて重要な信仰であった。ここではエジプトへの逃避とアッシジの聖フランチェスコを通して、無原罪の御宿りのテーマについてのアプローチが試みられている。聖フランチェスコがナツメヤシを求めるコレッジョの表現は独創的であり、聖人は聖家族の奇跡の証人として、また聖家族と無原罪の御宿りを信仰する信者の仲介者として登場している。

## 来歴
絵画はセイチェントまでは『ヤシの木の聖母』として知られていた。1638年にフランチェスコ会の修道士によってモデナおよびレッジョ公のフランチェスコ1世・デステに売却された。その際にフランチェスコ1世・デステはジャン・ブーランジェの複製と置き換えた。さらに1649年、現在ドレスデンのアルテ・マイスター絵画館に所蔵されているアンドレア・デル・サルトの『イサクの犠牲』（Sacrifice of Isaac, 1527年-1529年ごろ）と引き換えに、トスカーナ大公フェルディナンド2世・デ・メディチに売却された。絵画はすぐにメディチ家のコレクションの傑作絵画の中の選りすぐりの1枚としてトリブーナで展示された。18世紀半ばにデステ家のコレクションの絵画の多くはドレスデンに移されるが、本作品はメディチ家が所有していたためイタリアに残ることとなった。